# Scarites mutchleri
Scarites mutchleri är en skalbaggsart som beskrevs av Baenninger. Scarites mutchleri ingår i släktet Scarites och familjen jordlöpare. Inga underarter finns listade i Catalogue of Life.